# Johann Joachim Havemann
Johann Joachim Havemann (* 22. Dezember 1782 in Lübeck; † 21. Oktober 1838 ebenda) war Kaufmann und Ratsherr der Hansestadt Lübeck.

## Leben
Havemann wurde als Sohn des Eisenkrämers Jost Hinrich Havemann (1746–1821) geboren. Er trat 1814 in das seit 1733 bestehende väterliche Geschäft ein, das fortan unter Jost Hinr. Havemann & Sohn firmierte und seinerzeit den Sitz in der Holstenstraße 22 hatte. Gegenstand des Unternehmens war der Betrieb einer „Kramwaaren-Handlung, Commissions- und Speditions-Geschäfte.“ Johann Hinrich Havemann schloss sich den Novgorodfahrern an. Als deren Ältermann wurde er am 21. Februar 1825 in den Rat der Stadt gewählt. Im Senat widmete er sich vornehmlich Aufgabenstellungen wirtschaftlicher Natur und war im Finanzdepartement, der Steuerdeputation, dem Zollwesen, Handlung und Schifffahrt sowie im Forstwesen und der Baudeputation tätig. 1836 trat sein Neffe, der spätere Senator Johann Daniel Eschenburg, in die Firma Jost Hinr. Havemann & Sohn ein und entwickelte sie zu einem heute noch tätigen Holzhandelsunternehmen, das in achter Generation in Familienbesitz ist.